# Tlanuwa
Tlanuwa (Tlanuhwa, Tla'nuwa, Hlanuwa, Klanuwa, Sanuwa) Tlanuwa su divovske mitološke ptice grabljivice s neprobojnim metalnim perjem, zajedničke mitologiji mnogih jugoistočnih plemena (Natchez, Cherokee).